# Амелія-Крик (кратер)
20°51′00″ пд. ш. 134°52′59″ сх. д. / 20.85° пд. ш. 134.883° сх. д.
Кратер Амелія-Крик — астроблема, сильно зруйнований метеоритний кратер. Розташований в національному парку Девенпорт-Мерчісон (Davenport Murchison National Park), Північна територія, Австралія. Він знаходиться в малому діапазоні палеопротерозойських осадових і вулканічних порід, які значно складені і пошкоджені, через що зруйнований метеоритний кратер важко розпізнати. Він був виявлений лише шляхом ідентифікації конусів розтріскування, знайдених поблизу його центру.
Центральна місцевість площею 20 на 12 кілометрів має аномальну деформацію; асиметрія, можливо, пов'язана з дуже похилим ударом, але може бути принаймні частково пов'язана з уже наявною структурною складчатістю порід. Ця деформована зона дає найкращі оцінки первісного розміру кратера. Удар відбувся після складання палеопротерозойських порід, але перед відкладенням неопротерозойських і кембрійських порід, які перекривають їх. Отже, удар відбувся у проміжку між приблизно 1660 і 600 мільйонами років тому.